# Ligarinae
Ligarinae, podtribus biljaka iz porodice ljepkovki, dio tribusa Psittacantheae. Sastoji se od dva roda  iz Južne Amerike.

## Rodovi
1. Ligaria Tiegh.
2. Tristerix Mart.